# Arthrorhaphidaceae
Arthrorhaphidaceae är en familj av lavar. Arthrorhaphidaceae ingår i klassen Lecanoromycetes, divisionen sporsäcksvampar och riket svampar.
|                    | Umbilicariales                  |
|                    |                                 |
|                    | Lecideales                      |
|                    |                                 |
|                    | Baeomycetales                   |
|                    |                                 |
|                    | Teloschistales                  |
|                    |                                 |
|                    | Pertusariales                   |
|                    |                                 |
|                    | Peltigerales                    |
|                    |                                 |
|                    | Ostropales                      |
|                    |                                 |
|                    | Agyriales                       |
|                    |                                 |
|                    | Lecanorales                     |
|                    |                                 |
|                    | Rhizocarpales                   |
|                    |                                 |
|                    | Candelariales                   |
|                    |                                 |
|                    | Acarosporales                   |
|                    |                                 |
|                    | Pachyascaceae                   |
|                    |                                 |
|                    | Thelenellaceae                  |
|                    |                                 |
|                    | Protothelenellaceae             |
|                    |                                 |
| Arthrorhaphidaceae | \| \| Arthrorhaphis \| \| \| \| |
|                    | \| \| Arthrorhaphis \| \| \| \| |
|                    | Coniocybaceae                   |
|                    |                                 |
|                    | Leprocaulon                     |
|                    |                                 |
|                    | Eschatogonia                    |
|                    |                                 |
|                    | Biatoridium                     |
|                    |                                 |
|                    | Bilimbia                        |
|                    |                                 |
|                    | Botryolepraria                  |
|                    |                                 |
|                    | Roccellinastrum                 |
|                    |                                 |
|                    | Piccolia                        |
|                    |                                 |
|                    | Stenhammarella                  |
|                    |                                 |
|                    | Aspilidea                       |
|                    |                                 |
|                    | Arthrorhaphis                   |
|                    |                                 |

|  | Arthrorhaphis |
|  |               |

## Källor

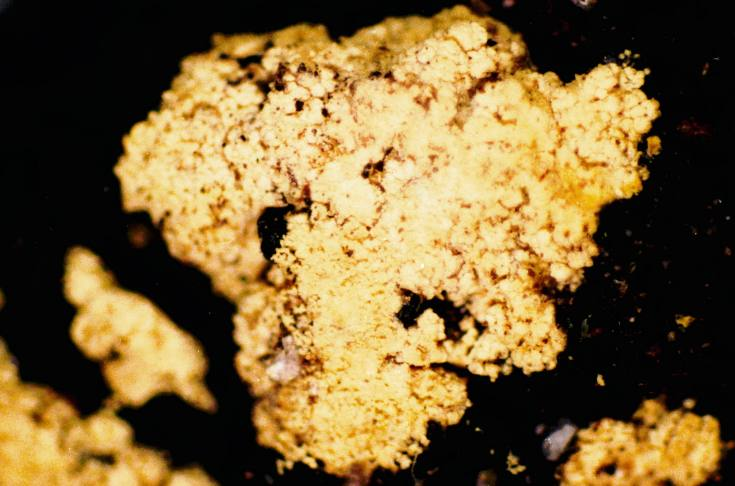
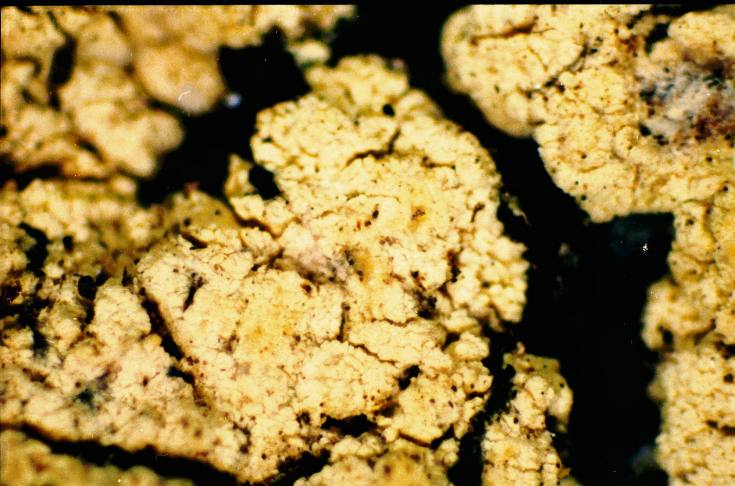
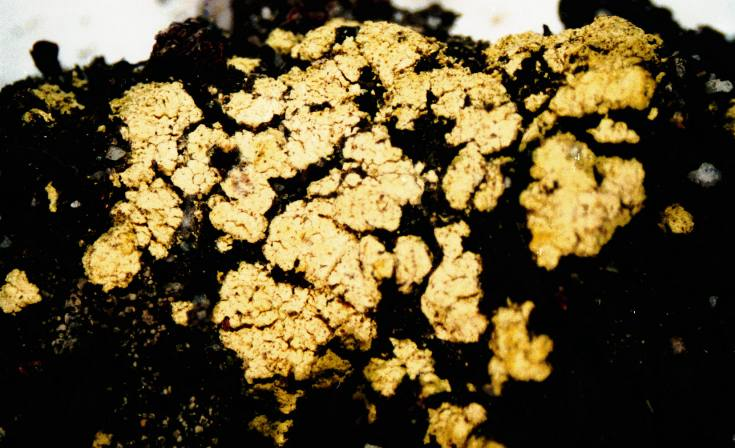